# سارة بلاكوود (مغنية)
سارة بلاكوود هي مغنية مؤلفة ومغنية كندية، ولدت في 18 أكتوبر 1980 في بيرلينجتون في كندا.

## وصلات خارجية
- الموقع الرسمي
- سارة بلاكوود على موقع IMDb (الإنجليزية)
- سارة بلاكوود على موقع ميوزك برينز (الإنجليزية)
- سارة بلاكوود على موقع أول ميوزيك (الإنجليزية)
- سارة بلاكوود على موقع ديسكوغز (الإنجليزية)
- سارة بلاكوود على موقع قاعدة بيانات الفيلم (الإنجليزية)